# Fort d'Exilles
El Fort d'Exilles, al municipi del mateix nom a la província de Torí, és un dels sistemes defensius més importants del Piemont, juntament amb el complex fortificat de Fenestrelle i la de Vinadio. Va ser utilitzat alternativament pels Savoia i pels francesos. La seva ubicació elevada al centre d'un estret de la vall de Susa, en van fer una amenaça per a tots dos exèrcits.